# 錦絵
錦絵（にしきえ）とは、日本の江戸時代中期に確立した、版元、絵師、彫師、摺師四者の分業による、木版画浮世絵の形態である。本論では、一枚摺りもしくは連作を指し、版本は含めない。

## 歴史

### 多色摺の開発
明和2年（1765年）ごろ、裕福な俳諧人たちの間で、当時、大小といわれていた絵暦を交換する会が流行した。そのなかに大久保巨川、阿部莎鶏、薬種商の小松屋百亀らがおり、彼らは金に糸目をつけずに摺りの技術を開発していった。このころは太陰暦を使用しており、その年のうち、30日ある月を大の月とし、29日しかない月を小の月として、判じ絵のように表した摺物を制作し、仲間同士でその趣向を楽しみ、交換しあう会が開かれていた。なお、およそ3年に一度、閏月があり、この組み合わせは一定ではなかったため、その年の大小月を表した暦が配られたのであった。そのうち、より贅沢で華美な摺物を求めてゆくなかで、版元が鈴木春信、礒田湖龍斎ら本職の浮世絵師たちにその作画を依頼、彫師や摺師もそれに応じるように飛躍的に技術が向上、多色摺木版画が発展していった。明和3年（1766年）の前半にはこの絵暦交換会の流行は収まっていったが、美麗な摺物に着眼した版元は、注文者の名前などを削除、これらを「東錦絵」または「吾妻錦絵」と称して売り出したのが、錦絵の始まりであった。この錦絵という名称は、従来の紅摺絵などの浮世絵版画と比べて、まさに錦織物のような美しさを誇っていたことによる。使用する紙も、より上質な奉書紙になり、顔料に胡粉を入れた中間色も用いられ、微妙な色調も表現できるようになり、これ以降、錦絵の全盛期を迎えることとなった。また、版木には良質の桜、朴が用いられるようになった。

### 春信の死から歌麿へ
春信は明和7年（1770年）に急死するが、その後、美人画では北尾重政のよりリアルな表現が後の浮世絵師たちに多くの影響を与え、役者絵では、勝川春章や一筆斎文調らが、従来の鳥居派のものとは異なる独自の作品を描いていった。安永後期から天明のころには役者絵は勝川派が独占、春章を始め、彼の門人の勝川春英や勝川春好らが活躍している。また、寛政期になると、美人画においては喜多川歌麿を輩出、世間は歌麿風美人画の全盛期となるが、寛政2年（1790年）に浮世絵の表現内容を検閲する改印制度ができてその出版に様々な禁令が出た。同じ時期、旗本出身の鳥文斎栄之は高雅で気品の溢れる清楚な美人画をえがいて歌麿に拮抗、門人の栄昌、栄里、栄水、栄深らは歌麿の影響を受けた美人画で、また栄松斎長喜も独自の個性によって時代を謳歌した。役者絵においては東洲斎写楽らを輩出、大首絵が流行している。この写楽の真に迫る役者絵は歌川豊国、歌川国政らに影響をおよぼしている。

### 歌麿の死から幕末へ
文化3年（1806年）、歌麿が急死したが、大衆は未だ歌麿の美人画を求めており、そこに菊川英山が歌麿晩年風の美人画で登場、若干弱くはかなげな女性を描いて人気を得たが、文政になると、大衆は歌川国貞、渓斎英泉の描く粋で婀娜っぽい美人画を好むようになっていった。一方、文政末期には歌川国芳が『水滸伝』の登場人物をシリーズで描き、空前の水滸伝ブームを巻き起こしたほか、武者絵、美人画、戯画など多方面に活躍したほか、葛飾北斎や歌川広重らによって従来の浮絵とは異なる風景画が描かれるようになった。また、安政6年（1859年）に横浜が開港されると、歌川貞秀らは横浜絵を制作、明治初期にかけて一大ブームとなった。

### 明治期
明治期になると、文明開化に応じて楊洲周延、落合芳幾、3代目歌川広重、2代目歌川国輝らが赤を強調した開化絵を描いたほか、具足屋を版元とし、芳幾が絵を描いた明治7年（1874年）発刊の『東京日々新聞』や翌明治8年（1875年）、月岡芳年が絵を描いた錦昇堂による『郵便報知新聞』などにおいて新聞錦絵に筆をとったが、数年で衰退した。また、明治9年（1876年）、小林清親が光線画を発表すると、井上安治や小倉柳村、大阪の野村芳圀に影響を与えた。明治10年（1877年）には、山崎年信が西南戦争物を多く描いていた。明治27年（1894年）に勃発した日清戦争や明治37年（1904年）に起こった日露戦争に応じて、清親のほか、水野年方、右田年英らが報道画としての戦争絵を残しているが、このころが錦絵最後のブームとなった。
明治33年（1900年）10月に私製の絵葉書の発行が許可されると、雑誌の付録として石版の絵葉書が制作されるようになり、日露戦争のころには彩色木版による絵葉書も多数発行されるようになり、山本昇雲、小原古邨の花鳥画、坂巻耕漁の風景画などが制作された。当時、流行の石版画家として知られていた山本昇雲が明治39年（1906年）から明治42年（1909年）にかけて歌川派のものと異なる美人画「今すがた」シリーズを発表しても、時勢の流れに逆らえず、錦絵は衰退していった。このような中、職を失いつつあった彫師や摺師ら職人の生活維持のために新しい仕事の開拓が急務となっており、そこで活路を見出したのが文芸書の雑誌、単行本出版との提携であり、活字文化との提携であった。具体的には口絵や挿絵、表紙絵に伝統木版画を使用することが特に活発化していった。

### 大正期
大正初期には山本昇雲が従来通り美人画や子供絵を描き、月岡耕漁が能楽絵などを描いていた他、歌川国松らが千社札を描いたり、笠井鳳斎が大正大礼の錦絵を描いている。また、大正10年（1921年）には右田年英が年英随筆刊行会を結成し、『年英随筆』という画集を出版している。大正12年（1923年）9月1日に起こった関東大震災によって被害を被り、そのまま廃業に追い込まれる版元が多かった。